# المجموع شرح المهذب
المجموع شرح المهذب ألفه الإمام محيي الدين النووي، حيث شرح كتاب: «المهذب في الفقه الشافعي» للشيخ أبي إسحاق الشيرازي الفقيه الأصولي المعروف.
قال السيوطي في «الحاوي»: إنه ألّفه على منوال «المغني» لابن قدامة الحنبلي، ولقد قيل: إنه لو اجتمع صاحب المغني وصاحب المجموع على مسألة فهو الحق الذي يغلب على الظن صوابه، وكان النووي من أئمة المحدثين، فصان كتابه عن الأحاديث الموضوعة، وبين ضعف الأحاديث الضعيفة.

## منهج النووي في شرحه
شرح الإمام النووي المتن أولا بتبيين اللغات، ثم شرح الأحاديث الواردة مع بيان درجتها من حيث الصحةُ والضعفُ، ثم أتبعه بذكر المسائل الفقهية، وذِكْر الراجح منها عند الشافعية من وجوه وأقوال، ثم ترجم للصحابة والعلماء المذكورين في كلام الشيرازي. وقد لخص ذلك في مقدمته بقوله:
ثم يذكر الخلاف بين العلماء في كل مسألة وينتصر غالبا للمذهب الشافعي، وأحيانا كثيرة يخالف المذهب تبعا للدليل، حيث إنه قد خالف الشافعية في مسائل عديدة انتصاراً لسنة رسول الله ﷺ منها مسألة الوضوء مما مست النار ومسألة عدم كراهة استخدام الماء المشمس وعدم نجاسة الخنزير نجاسة مغلظة كالكلب وعدم كراهة السواك للصائم بعد الزوال وغيرها كثير، حيث يصدر هذا الاختيار بقوله «والمختار» كذا كذا.
وأما الكتاب المطبوع باسم «أدب الفتوى والمفتي والمستفتي» فهو قطعة من مقدمة كتاب المجموع أفرده بعضهم بالطبع فاشتهر حديثاً على أنه كتاب مفرد.

## تكملات المجموع
كان الإمام النووي قد شعر بأنه لن يكمل هذا الكتاب فأوعز إلى تلميذه ابن العطار بإكماله إن وافته المنية قبل إتمامه، كما ذكر ذلك ابن العطار في ترجمة شيخه النووي، لكن لم يوفق ابن العطار.
فأكمله من بعده الإمام تقي الدين السبكي من كتاب البيوع في مجلدين ثم أكمله محمد نجيب المطيعي إلى نهاية المتن حيث أضاف بحوثا حديثة في مسائل التأمين والأسهم والجنايات.
وهناك تكملات أخرى لمجموعة من العلماء اتهموا محمد نجيب المطيعي بأنه لم يضف شيئا إلى الشرح سوى نقولات غير منسوبة إلى صاحبها مثل نقله من كتاب البيان للعمراني الفقرات الكثيرة دون الإشارة لذلك.
والقاريء للتكملة سيشعر بالبون الواسع الشاسع بين منهج النووي وبين منهج غيره ممن أكمل المجموع من بعده، فالنووي يمتاز بعذوبة الألفاظ وبساطتها - كما نبه إلى ذلك كثير من العلماء - وسعة الاطلاع كما قال السبكي في تكملته.

## مختصرات المجموع
- مختصر للمجموع لربع العبادات في أربع مجلدات للدكتور سالم الرافعي.
- وهناك مختصر آخر للشيخ محمد أديب حسون.

## الشروح الصوتية
وتوجد شروح صوتية للمجموع منها شرح الشيخ محمد حسن عبد الغفار لكتاب الطهارة والصلاة في أكثر من مئة وعشرين شريطا صوتيا.
- وهناك شرح آخر للشيخ محمد نجيب المطيعي صاحب التكملة.

## وصلات خارجية
شرح مقدمة المجموع لابن عثيمين